# Trattato di Atene

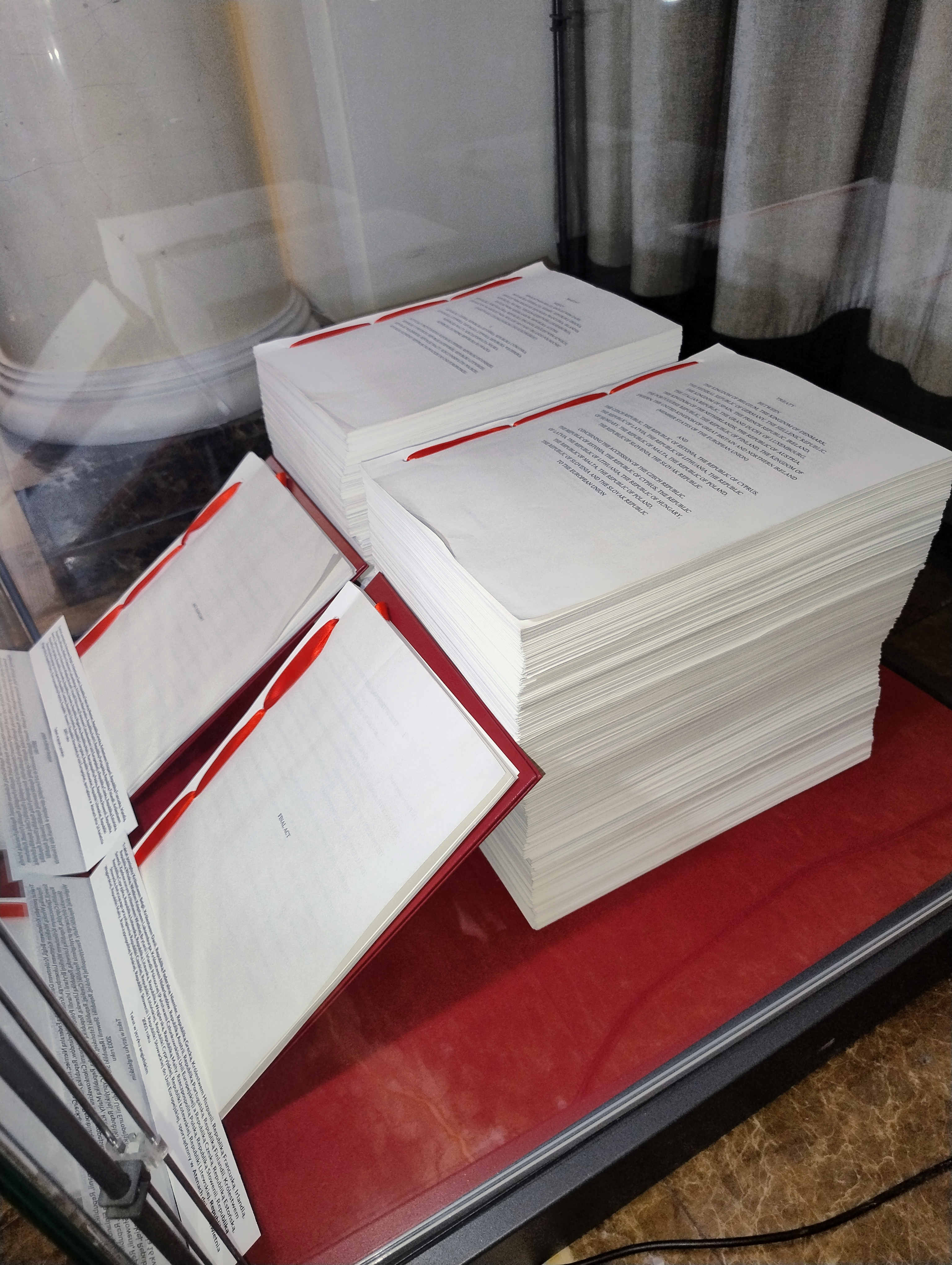
Trattato di Atene

Il trattato di Atene noto anche come trattato di adesione del 2003  è stato firmato il 16 aprile 2003 fra gli allora quindici membri dell'Unione europea e Cipro, Estonia, Lettonia, Lituania, Malta, Polonia, Repubblica Ceca, Slovacchia, Slovenia e Ungheria, prevedeva la loro adesione all'Unione europea.

## Titolo formale
"Trattato tra il Regno del Belgio, il Regno di Danimarca, la Repubblica federale di Germania, la Repubblica ellenica, il Regno di Spagna, la Repubblica francese, l'Irlanda, la Repubblica italiana, il Granducato del Lussemburgo, il Regno dei Paesi Bassi, la Repubblica d'Austria, la Repubblica portoghese, la Repubblica di Finlandia, il Regno di Svezia e il Regno Unito di Gran Bretagna e Irlanda del Nord (Stati membri dell'Unione europea) e la Repubblica ceca, la Repubblica di Estonia, la Repubblica di Cipro, la Repubblica di Lettonia, la Repubblica di Lituania, la Repubblica di Ungheria, la Repubblica di Malta, la Repubblica di Polonia, la Repubblica di Slovenia e la Repubblica slovacca relativo all'adesione della Repubblica Ceca, della Repubblica di Estonia, della Repubblica di Cipro, della Repubblica di Lettonia, della Repubblica di Lituania, Repubblica di Ungheria, Repubblica di Malta, della Repubblica di Polonia, della Repubblica di Slovenia e della Repubblica slovacca all'Unione europea".

## Contesto
Nel 1990 presentarono la domanda di adesione il 3 luglio e Malta il 16, mentre nel 1994 la presentarono l'Ungheria il 31 marzo e la Polonia il 5 aprile, nel 1995 la presentarono la Slovacchia il 27 giugno, la Lettonia il 13 ottobre, l'Estonia il 24 novembre e la Lituania l'8 dicembre ed infine nel 1996 la presentarono la Repubblica Ceca il 17 gennaio e la Slovenia il 10 giugno.
Cipro, l'Estonia, la Polonia, la Repubblica Ceca, la Slovenia e l'Ungheria svolsero i negoziati di adesione in seno a Conferenze intergovernative a livello ministeriale dal 31 marzo 1997 al 12 dicembre 2002, mentre la Lettonia, la Lituania, Malta e la Slovacchia svolsero i negoziati di adesione in seno a Conferenze intergovernative a livello ministeriale dal 15 febbraio 2000 al 12 dicembre 2002.
La cerimonia della firma avvenne il 16 aprile 2003 e vi presero parte i plenipotenziari dei Governi degli Stati membri dell'Unione europea e quelli dei dieci paesi che chiedevano di aderirvi. Dopo il processo di ratifica il trattato entrò in vigore il 1º maggio 2004.

## Iter di ratifica
Nella tabella qui sotto sono riportate le date in cui i firmatari del trattato tra il Regno del Belgio, il Regno di Danimarca, la Repubblica federale di Germania, la Repubblica ellenica, il Regno di Spagna, la Repubblica francese, l'Irlanda, la Repubblica italiana, il Granducato del Lussemburgo, il Regno dei Paesi Bassi, la Repubblica d'Austria, la Repubblica portoghese, la Repubblica di Finlandia, il Regno di Svezia e il Regno Unito di Gran Bretagna e Irlanda del Nord (Stati membri dell'Unione europea) e la Repubblica ceca, la Repubblica di Estonia, la Repubblica di Cipro, la Repubblica di Lettonia, la Repubblica di Lituania, la Repubblica di Ungheria, la Repubblica di Malta, la Repubblica di Polonia, la Repubblica di Slovenia e la Repubblica slovacca relativo all'adesione della Repubblica Ceca, della Repubblica di Estonia, della Repubblica di Cipro, della Repubblica di Lettonia, della Repubblica di Lituania, Repubblica di Ungheria, Repubblica di Malta, della Repubblica di Polonia, della Repubblica di Slovenia e della Repubblica slovacca all'Unione europea depositarono presso il Governo italiano i propri strumenti di ratifica:
| Parte contraente | Deposito   |
| ---------------- | ---------- |
| Danimarca        | 11/6/2003  |
| Malta            | 29/7/2003  |
| Polonia          | 5/8/2003   |
| Cipro            | 6/8/2003   |
| Slovacchia       | 9/10/2003  |
| Rep. Ceca        | 3/11/2003  |
| Spagna           | 26/11/2003 |
| Germania         | 27/11/2003 |
| Lettonia         | 17/12/2003 |
| Irlanda          | 18/12/2003 |
| Regno Unito      | 18/12/2003 |
| Austria          | 23/12/2003 |
| Finlandia        | 23/12/2003 |
| Ungheria         | 23/12/2003 |
| Svezia           | 11/1/2004  |
| Portogallo       | 19/2/2004  |
| Francia          | 26/2/2004  |
| Italia           | 26/2/2004  |
| Estonia          | 4/3/2004   |
| Slovenia         | 12/3/2004  |
| Belgio           | 29/3/2004  |
| Lussemburgo      | 31/3/2004  |
| Grecia           | 13/4/2004  |
| Paesi Bassi      | 21/4/2004  |